# Baby Keem
Baby Keem, właśc. Hykeem Jamaal Carter Jr. (ur. 22 października 2000 w Carson) – amerykański raper i producent muzyczny. Wychowany w Las Vegas, zyskał rozpoznawalność jako producent w latach 2018-2019 dzięki swoim wkładom w Black Panther: The Album autorstwa swojego kuzyna Kendricka Lamara, ale także w Redemption Jaya Rocka, Crash Talk Schoolboya Q i The Lion King: The Gift wykonania Beyoncé. Jego popularność jako raper wybuchła po wydaniu jego przebojowego singla „Orange Soda” w 2019 roku, który zdobył platynową płytę przyznaną przez RIAA. 
Po podpisaniu kontraktu z PGLang i Columbia Records w 2020 roku Keem wydał swój debiutancki album studyjny The Melodic Blue (2021), który stał się wielkim sukcesem komerycyjnym. Płyta uzyskała platynę od Amerykańskiego Stowarzyszenia Przemysłu Nagrań (RIAA), a jej ostatni singiel „Family Ties” zdobył nagrodę Grammy w kategorii Best Rap Performance. Współpraca z Kanye Westem przy albumie Donda (2021) i jego kuzynem Kendrickiem Lamarem przy Mr. Morale & the Big Steppers (2022) przyniosła mu dwie nominacje do nagrody Grammy w kategorii Album Roku.

## Wczesne życie
Hykeem Jamaal Carter Jr. urodził się 22 października 2000 roku w Carson w Kalifornii. Jego matka zmagała się z uzależnieniami i alkoholizmem podczas gdy jego ojciec, Hykeem Carter Sr., nie był aktywną postacią rodzicielską w jego życiu. Carter do ósmego roku życia wychowywał się w Las Vegas w stanie Nevada pod okiem babci i uważa ją za swoją drugą matkę. Większość swojego dzieciństwa spędził w studiach muzycznych, obserwując, jak jego ciotki i wujkowie nagrywają płyty CD za pomocą LimeWire. Groziła mu także eksmisja i był uzależniony od bonów żywnościowych. Jako nastolatek, Baby Keem spędzał czas grając w gry wideo takie jak Geometry Dash, Fortnite i PUBG.
Carter wychował się w utalentowanej muzycznie rodzinie, w której wszyscy jego wujowie i kuzyni byli raperami. Do jego starszych kuzynów należą raper Kendrick Lamar i koszykarz Nick Young. Zawsze interesował się rapowaniem, ale nie był pewien swojego naturalnie wysokiego głosu i zdecydował się poczekać, aż zostanie on w pełni rozwinięty. Kiedy miał trzynaście lat, Carter zaczął tworzyć muzykę, korzystając z oprogramowania Apple na swoim komputerze. W wieku piętnastu lat pożyczył od babci 300 dolarów i kupił na Craigslist mały zestaw do nagrywania do swojej sypialni. Wkrótce przeniósł się do Los Angeles, aby rozpocząć karierę muzyczną. Carterowi nie podobało się jego „nudne”, „suche” i „małe” rodzinne miasto, w którym „wszyscy znają wszystkich” i jako kluczowy czynnik przy podejmowaniu decyzji o przeprowadzce podał jego „przestarzałą scenę muzyczną”. Publikował i transmitował na żywo rozgrywki z Minecrafta i FIFA na YouTube i Twitchu.

## Kariera

### 2014–2018: Początki kariery
Carter stworzył swoją pierwszą piosenkę „Come Thru” na pierwszym roku szkoły średniej. Baby Keem zdradził, że usunął ją z Internetu i ma nadzieję, że „nikt ją nigdy nie znajdzie”. Jego pierwszy EP, Oct (2017), został wydany pod jego nazwiskiem 7 listopada 2017 roku, ale wkrótce po wydaniu został usunięty z głównych serwisów mediów strumieniowych. Według RapTV 9-utworowa EP-ka ukazała ślady przyszłego stylu muzycznego Cartera, „zawierając mieszankę skocznych, mocnych beatów i wolniejszych, emocjonalnych cięć”. Wydał swoją drugą EP-kę, Midnight (2018), 16 stycznia 2018 roku. Chociaż prezentowała tę samą produkcję co w Oct (2017), RapTV zauważyła, że występ Cartera był „pewniejszy i głośniejszy”. W wywiadzie dla Complex przyznał, że Midnight (2018) nie miał żadnego prawdziwego kierunku artystycznego i opisał projekt jako „tylko dziewięć piosenek w moich zapasach, które mi się podobały i które wydałem”.
Po wysłaniu e-mailem próbki swojej produkcji do niezależnej wytwórni płytowej Top Dawg Entertainment, Carter jako producent przyczynił się do albumu ze ścieżką dźwiękową do filmu Czarna Pantera (2018). Latem wydał dwie EP-ki, No Name (2018) i Hearts and Darts (2018), gdzie drugi pojawił się pod pseudonimem Baby Keem. Carter także wyprodukował dwie piosenki w albumie Redemption Jaya Rocka. Carter uważał, że Hearts and Darts, który był jego pierwszym projektem pod pseudonimem Baby Keem, ma osobowość, której brakowało Midnight (2018). W październiku 2018 roku wydał swój debiutancki mixtape The Sound of Bad Habit (2018) nakładem The Orchard i Sony Music Entertainment.

### 2019–2020:Die for My Bitch
Carter wyprodukował dwie piosenki z piątego albumu Schoolboy Q, Crash Talk (2019). 19 lipca 2019 roku wyprodukował piosenkę do albumu soundtrack piosenkarki Beyoncé – The Lion King: The Gift i wydał swój drugi mixtape, Die for My Bitch (2019). Alternatywna składanka hiphopowa zawierała mocne elementy pop-punka i alternatywnego rocka i spotkała się z dużym zainteresowaniem mediów. Jej główny singiel „Orange Soda” stał się hitem i pomógł Keemowi po raz pierwszy pojawić się na listach przebojów Billboard 200, Billboard Hot 100 i Emerging Artists.
Partnerstwo Baby Keema z firmą świadczącą usługi kreatywne PGLang, założoną przez Kendricka Lamara i filmowca Dave'a Free, zostało ogłoszone poprzez jego pojawienie się w wizualnej misji firmy 5 marca 2020 roku. W sierpniu 2020 roku znalazł się na corocznej liście XXL Freshman Class. Po podpisaniu kontraktu nagraniowego z Columbia Records, Keem wydał 18 września 2020 roku singiel „Hooligan / Sons & Critics”; ta ostatnia piosenka potwierdziła jego rodzinny związek z Lamarem, gdy zaczęły pojawiać się plotki.

### 2021–obecnie:The Melodic Blue i Child with Wolves
Keem pojawił się w piosence Kanyego Westa „Praise God” wraz z Travisem Scottem na dziesiątym albumie Kanye, Donda (2021).
The Melodic Blue (2021), debiutancki album studyjny Hykeema, ukazał się 10 września 2021 roku. Był współproducentem 14 z 16 utworów znajdujących się na albumie standardowym. Otrzymał generalnie pozytywne recenzje od krytyków muzycznych, z pochwałami dla jego ambitnego charakteru i rosnącego potencjału Keema, ale krytyką dla jego „na wpół upieczonej” produkcji. Album zadebiutował na piątym miejscu listy Billboard 200, stając się pierwszym albumem Keema w pierwszej dziesiątce w USA. Dwa z czterech singli z albumu: „Durag Activity” ze Scottem i „Family Ties” z Lamarem spotkały się z uznaniem krytyków i odniosły komercyjny sukces. Keem wyruszył w trasę Melodic Blue Tour, która odwiedziła miasta w Ameryce Północnej i Europie od listopada 2021 roku do lipca 2022 roku, a także pojawił się w programie The Tonight Show Starring Jimmy Fallon, aby promować The Melodic Blue (2021). Strona B albumu została wydana 22 września 2021 roku, a edycja deluxe 28 października 2022 roku.
Na 64. corocznej ceremonii rozdania nagród Grammy singiel „Family Ties” wygrał nagrodę Best Rap Performance. Keem wyprodukował dwie piosenki i pojawił się na jednej piosence na piątym albumie Lamara Mr. Morale & the Big Steppers (2022), a także służył jako co-support na trasie Big Steppers Tour. 30 maja 2023 roku Keem i Lamar niespodziewanie wydali singiel „The Hillbillies”. Zagrali główną rolę podczas pierwszego wieczoru Camp Flog Gnaw Carnival w 2023 roku jako superduo o tej samej nazwie. Keem zadebiutował jako aktor w krótkiej adaptacji filmowej The Melodic Blue: Baby Keem, która ukazała się 5 grudnia 2023 roku. Był producentem wykonawczym filmu za pośrednictwem swojej wewnętrznej firmy Eerie Times.
Od stycznia 2024 roku Keem na swoich portalach społecznościowych publikował treści związane z jego nowym albumem studyjnym, wskazując, że jego nowy projekt będzie miał nazwę Child with Wolves.

## Życie prywatne

### Wpływy
Jednym z ulubionych artystów Keema i jego głównych muzycznych inspiracji jest Kid Cudi. Inspirowały go jego kadencje i więź emocjonalna, szczególnie na singlu „Immortal” (2013). Keem pamięta, że jako dziecko słuchał Kanyego Westa 808s & Heartbreak (2008) podczas rzadkiego śnieżnego dnia w Las Vegas i zainspirował się kinową jakością albumu. Przyznał, że „nigdy nie powie nic złego” na Westa i przypisuje mu konsekwentne kwestionowanie granic gatunków muzycznych. Keem identyfikuje się jako członek pokolenia producentów płytowych Mike Will Made It czy Metro Boomin i czerpie inspirację od obu artystów.

## Dyskografia

### Albumy

#### Albumy studyjne
| Tytuł            | Dane dot. albumu                                                                                       | Najwyższa pozycja na listach | Najwyższa pozycja na listach | Najwyższa pozycja na listach | Najwyższa pozycja na listach | Najwyższa pozycja na listach | Najwyższa pozycja na listach | Najwyższa pozycja na listach | Sprzedaż                                    | Certyfikat                               |
| Tytuł            | Dane dot. albumu                                                                                       | USA                          | AUS                          | CAN                          | DEN                          | NZL                          | SZW                          | UK                           | Sprzedaż                                    | Certyfikat                               |
| ---------------- | --- | ---------------------------- | ---------------------------- | ---------------------------- | ---------------------------- | ---------------------------- | ---------------------------- | ---------------------------- | ------------------------------------------- | ---------------------------------------- |
| The Melodic Blue | - Data: 10 września 2021 - Wydawca: PGLang, Columbia Records - Format: LP, streaming, digital download | 4                            | 21                           | 5                            | 29                           | 12                           | 59                           | 23                           | - USA: 1 000 000 - CAN: 80 000 - UK: 60 000 | - USA: platyna - CAN: złoto - UK: srebro |

### Mixtape'y
| Tytuł                  | Dane dot. albumu | Najwyższa pozycja na listach |
| Tytuł                  | Dane dot. albumu | USA                          |
| ---------------------- | --- | ---------------------------- |
| The Sound of Bad Habit | - Data: 29 października 2018 - Wydawca: The Orchard, Sony Music Entertainment - Format: Streaming, digital download | —                            |
| Die For My Bitch       | - Data: 19 lipca 2019 - Wydawca: The Orchard, Sony Music Entertainment - Format: Streaming, digital download        | 196                          |

### EP
| Tytuł                         | Dane dot. albumu                                                                              |
| ----------------------------- | --------------------------------------------------------------------------------------------- |
| Oct (jako Hykeem Carter)      | - Data: 7 listopada 2017 - Wydawca: Wydany niezależnie - Format: Streaming, digital download  |
| Midnight (jako Hykeem Carter) | - Data: 16 listopada 2018 - Wydawca: Wydany niezależnie - Format: Streaming, digital download |
| No Name (jako Hykeem Carter)  | - Data: 18 maja 2018 - Wydawca: Wydany niezależnie - Format: Streaming, digital download      |
| Hearts & Darts                | - Data: 12 lipca 2018 - Wydawca: Wydany niezależnie - Format: Streaming, digital download     |

## Filmografia
| Rok  | Tytuł                                      | Rola        | Notatki                                          |        |
| ---- | ------------------------------------------ | ----------- | ------------------------------------------------ | ------ |
| 2022 | Kendrick Lamar Live: The Big Steppers Tour | Jako on sam |                                                  | [ 58 ] |
| 2023 | The Melodic Blue: Baby Keem                | Jako on sam | Film krótkometrażowy, także producent wykonawczy | [ 41 ] |

## Nagrody
| Rok  | Nagroda                | Kategoria                       | Tytułem                                                                     | Wynik             | Przypisy |
| ---- | ---------------------- | ------------------------------- | --------------------------------------------------------------------------- | ----------------- | -------- |
| 2022 | BET Awards             | Best New Artist                 | On sam                                                                      | Nominacja         | [ 59 ]   |
| 2022 | BET Awards             | Video of the Year               | „family ties” (with Kendrick Lamar)                                         | Wygrana           | [ 59 ]   |
| 2022 | BET Awards             | Best Collaboration              | „family ties” (with Kendrick Lamar)                                         | Nominacja         | [ 59 ]   |
| 2022 | Billboard Music Awards | Top Gospel Song                 | „Praise God” (Kanye West featuring Travis Scott and Baby Keem)              | Nominacja         | [ 60 ]   |
| 2022 | Billboard Music Awards | Top Christian Song              | „Praise God” (Kanye West featuring Travis Scott and Baby Keem)              | Nominacja         | [ 60 ]   |
| 2022 | Grammy Awards          | Best New Artist                 | On sam                                                                      | Nominacja         | [ 61 ]   |
| 2022 | Grammy Awards          | Album of the Year               | Donda (występ gościnny i autor piosenek)                                    | Nominacja         | [ 61 ]   |
| 2022 | Grammy Awards          | Best Rap Performance            | „family ties” (with Kendrick Lamar)                                         | Wygrana           | [ 61 ]   |
| 2022 | Grammy Awards          | Best Rap Song                   | „family ties” (with Kendrick Lamar)                                         | Nominacja         | [ 61 ]   |
| 2023 | Grammy Awards          | Album of the Year               | Mr. Morale & the Big Steppers (występ gościnny, autor piosenek i producent) | Nominacja         | [ 61 ]   |
| 2024 | Grammy Awards          | Best Rap Performance            | „The Hillbillies” (with Kendrick Lamar)                                     | Nominacja         | [ 61 ]   |
| 2025 | Grammy Awards          | Best Dance/Electronic Recording | „Leave Me Alone” (with Fred Again)                                          | Nierozstrzygnięty | [ 62 ]   |
| 2022 | NME Awards             | Best Collaboration              | „family ties” (with Kendrick Lamar)                                         | Nominacja         | [ 63 ]   |
| 2022 | XXL Awards             | Song of the Year                | „family ties” (with Kendrick Lamar)                                         | Nominacja         | [ 64 ]   |
| 2022 | XXL Awards             | Video of the Year               | „family ties” (with Kendrick Lamar)                                         | Nominacja         | [ 64 ]   |